# Marc-la-Tour
Marc-la-Tour ist eine Ortschaft und eine ehemalige französische Gemeinde mit 141 Einwohnern (Stand 1. Januar 2022) im Département Corrèze in der Region Nouvelle-Aquitaine. Sie gehörte zum Kanton Sainte-Fortunade und zum Arrondissement Tulle.
Mit Wirkung vom 1. Januar 2019 wurden die ehemaligen Gemeinden Lagarde-Enval und Marc-la-Tour zur Commune nouvelle Lagarde-Marc-la-Tour zusammengelegt und haben in der neuen Gemeinde den Status einer Commune déléguée. Der Verwaltungssitz befindet sich im Ort Lagarde-Enval.

## Geografie
Die Ortschaft liegt im Zentralmassiv, ungefähr 14 Kilometer südöstlich von Tulle, der Präfektur des Départements.
Nachbarorte sind im Nordosten Pandrignes, im Osten Saint Paul, im Südosten Saint-Sylvain, im Südwesten Forgès, im Westen Lagarde-Enval und im Nordwesten Ladignac-sur-Rondelles.

## Bevölkerungsentwicklung
| Jahr      | 1962 | 1968 | 1975 | 1982 | 1990 | 1999 | 2007 | 2012 |
| Einwohner | 132  | 161  | 154  | 135  | 151  | 152  | 158  | 165  |